# Baixa da Banheira
Baixa da Banheira era una freguesia portuguesa del municipio de Moita, distrito de Setúbal.

## Historia
Fue suprimida el 28 de enero de 2013, en aplicación de una resolución de la Asamblea de la República portuguesa promulgada el 16 de enero de 2013 al unirse con la freguesia de Vale da Amoreira, formando la nueva freguesia de Baixa da Banheira e Vale da Amoreira.